# Vaubadon
Vaubadon é uma ex-comuna francesa na região administrativa da Normandia, no departamento de Calvados. Estendeu-se por uma área de 7,49 km². Em 2010 a comuna tinha 438 habitantes (densidade: 58,5 hab./km²).
Em 1 de janeiro de 2016 foi fundida com a comuna de Balleroy para a criação da nova comuna de Balleroy-sur-Drôme.